# Mormia triangulata
Mormia triangulata är en tvåvingeart som först beskrevs av Wagner 1979.  Mormia triangulata ingår i släktet Mormia och familjen fjärilsmyggor.
Artens utbredningsområde är Kongo. Inga underarter finns listade i Catalogue of Life.